# Daniel Lommel
Pour les articles homonymes, voir Lommel (homonymie).
Daniel Lommel, né à Paris le 26 mars 1943, est un danseur et pédagogue français.

## Biographie
Après des études de danse à l'école de l'Opéra royal de Wallonie à Liège avec Joseph Lazzini, il devient l'élève de Nora Kiss à Paris.Après le marquis de Cuevas, et Janine Charrat, en 1964, il est engagé au Ballet de Hambourg sous la direction de Peter Van Dijk. Il y interprète les ballets du répertoire et danse avec Jacqueline Rayet, Maria Tallchief, Sonia Arova entre autres sur des chorégraphies de George Balanchine, Roland Petit et Janine Charrat.
En 1967, il rejoint le Ballet du XXe siècle de Maurice Béjart et reprend le rôle de Robert dans Les Quatre Fils Aymon en 1969. Il va rester 13 ans dans la compagnie et devenir, à partir de 1976, codirecteur artistique. De 1975 à 1983, il danse Le Chant du compagnon errant avec Rudolf Noureev sur les grandes scènes des États-Unis et d'Europe.
En 1981, il crée sa compagnie, Aenaon Chorotheatro à Athènes. Melina Mercouri, alors ministre de la Culture grecque, le nomme à la direction de la danse au Théâtre national de la Grèce du Nord à Thessalonique où il reste jusqu'en 1989. Après plusieurs années en France en tant que professeur au Conservatoire de région de Toulouse et directeur de la danse à Bourges, il rentre en Grèce pour poursuivre sa carrière de création et de professeur. Sa compagnie est subventionnée par le Ministère de la Culture grecque.